# Haus Reichert

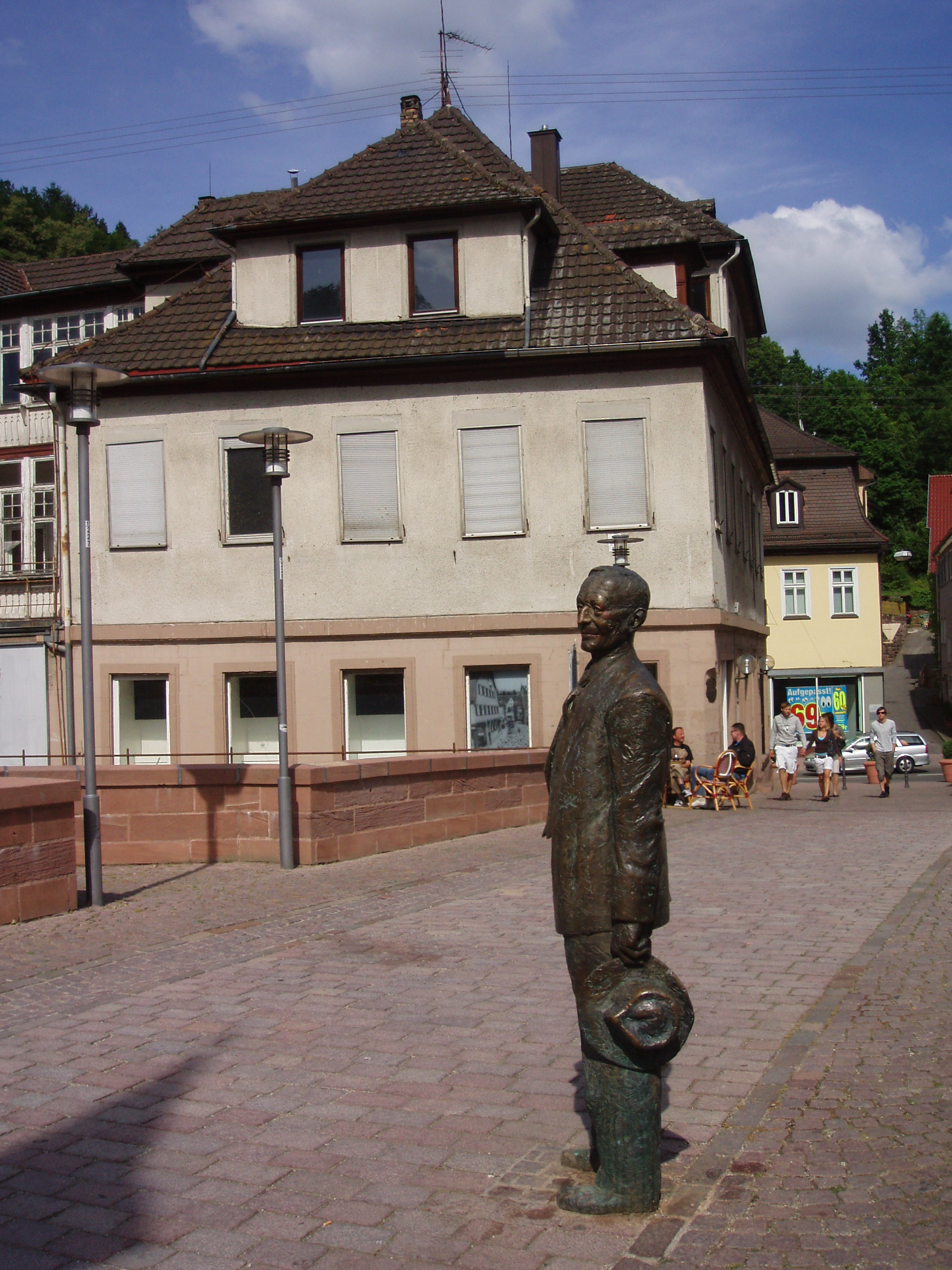
Das Haus Reichert (2009) vor der Renovierung von der Brücke aus gesehen, im Vordergrund das Hesse-Standbild von Kurt Tassotti

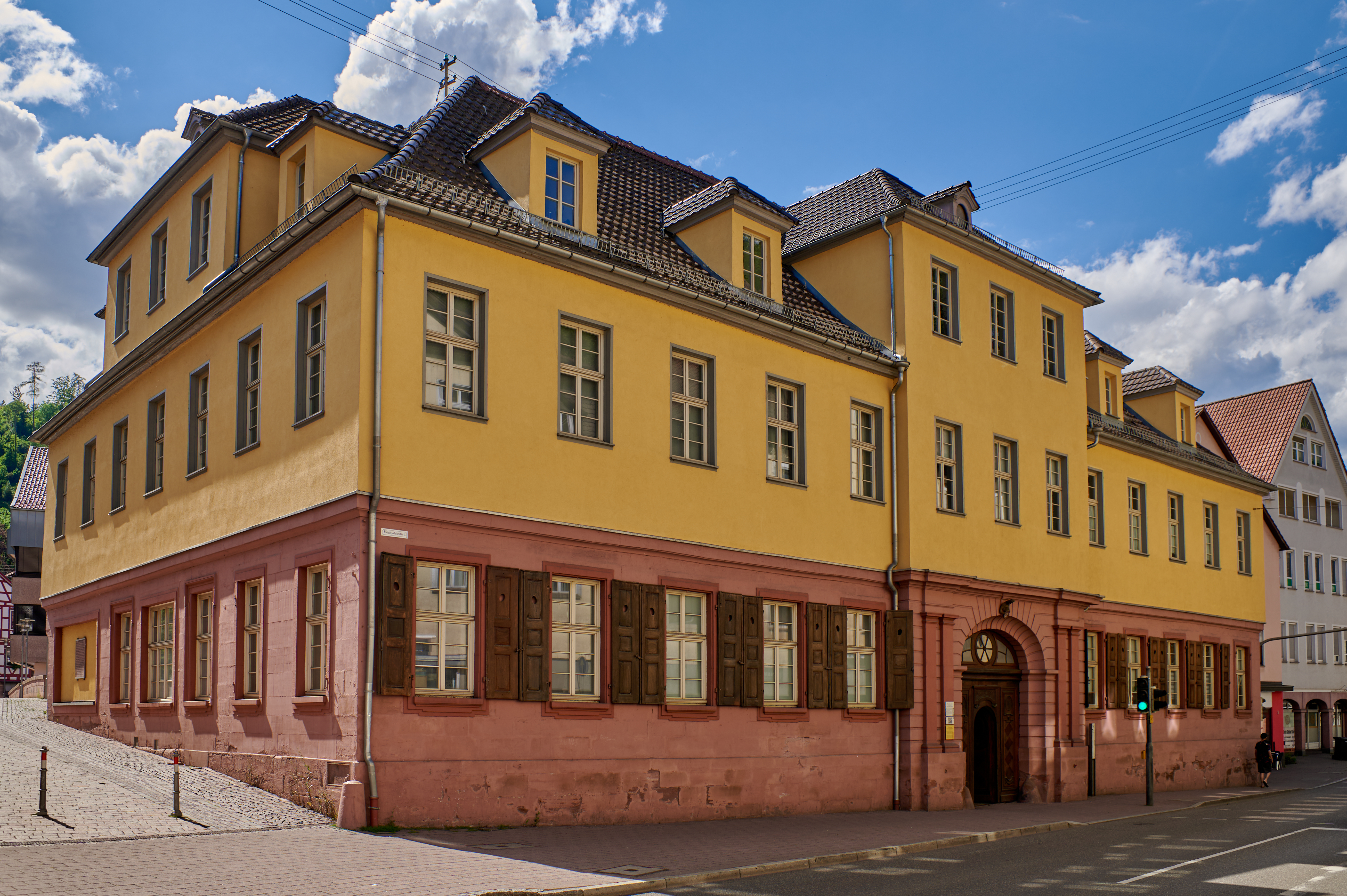
Das Haus Reichert nach der Renovierung

Das Haus Reichert ist ein Gebäude des Architekten Reinhard Ferdinand Heinrich Fischer in Calw.
Auf dem Grundstück Bischofstraße 1 hatte bis 1692 das städtische Spital gestanden. Nach dessen Zerstörung war der Platz unbebaut geblieben, bis 1790 das jetzige Gebäude nach Fischers Plänen für den Bürgermeister Jakob Friedrich Hasenmayer erbaut wurde. Benannt ist es heute nach der Besitzerfamilie Reichert, die das Haus um 1900 kaufte. Das einstige Wohn- und Geschäftshaus weist eine symmetrische, durch einen Mittelrisaliten gegliederte Fassade auf.
Vermutlich von Carl Reichert stammte eine Sandsteintafel an dem Gebäude, die den Besucher belehrte, das Haus habe bis zu deren Auflösung 1797 die Calwer Compagnie beherbergt. Zumindest die Verbindung zur Kalverstraat in Amsterdam jedoch, die auf dieser Tafel gezogen wurde, scheint ein Scherz zu sein.
Längere Zeit stand das Haus Reichert, das zeitweise das Spielzeugmuseum Calw beherbergte, leer. Pläne, das Gebäude in eine Galerie umzuwandeln, wurden wegen der hohen Sanierungskosten und einer geplanten Umgestaltung des Hessemuseums und des Palais Vischer wieder aufgegeben. 
Seit 2002 war das Haus im Besitz der Stadt Calw. Nach dem Verkauf an einen privaten Investor zum symbolischen Preis von einem Euro wurde das Gebäude in den Jahren 2010 und 2011 saniert und wird seither wieder zu Wohnzwecken genutzt.

## Bilder vor der Renovierung

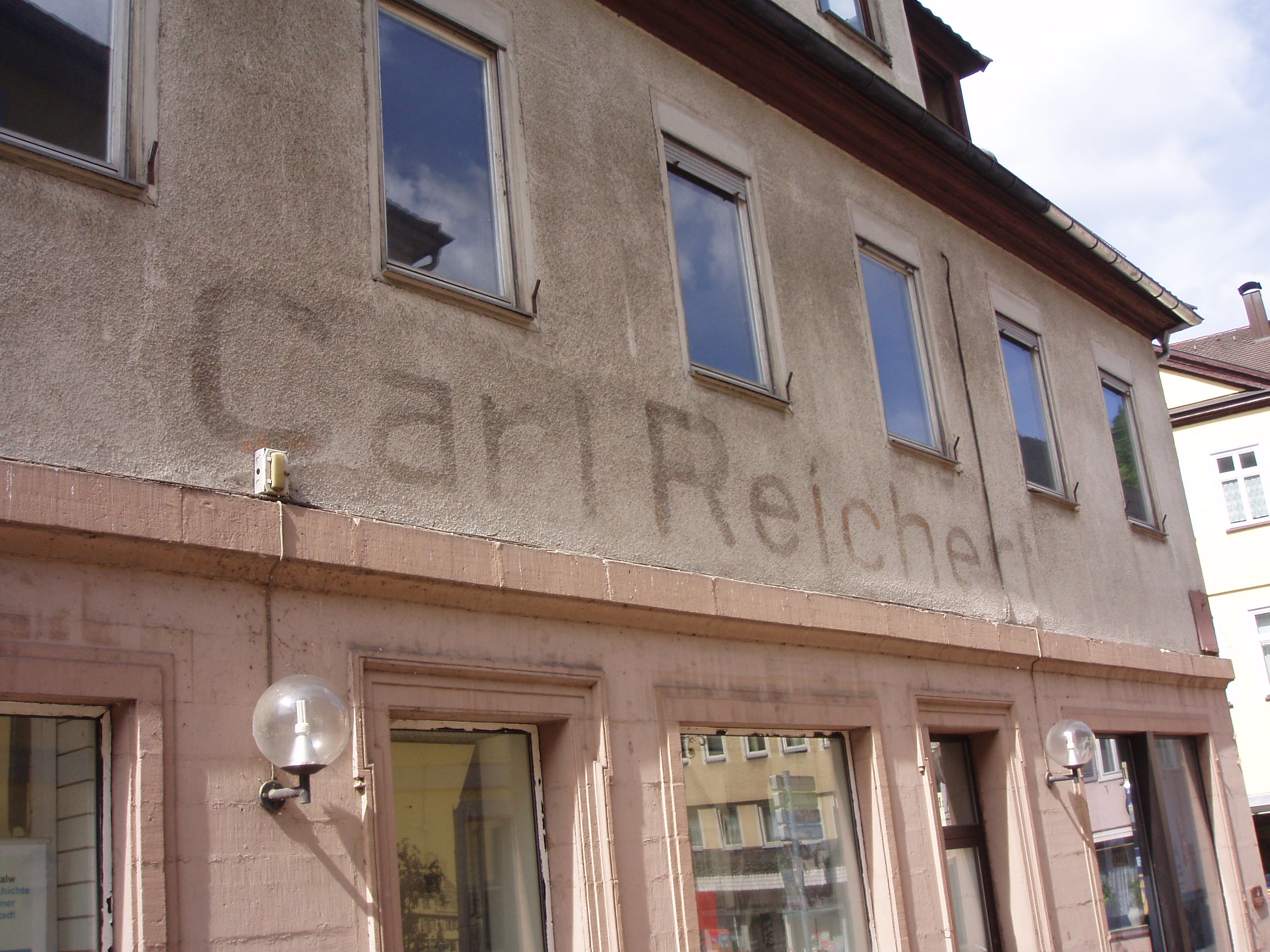
Spuren des Namens des ehemaligen Besitzers
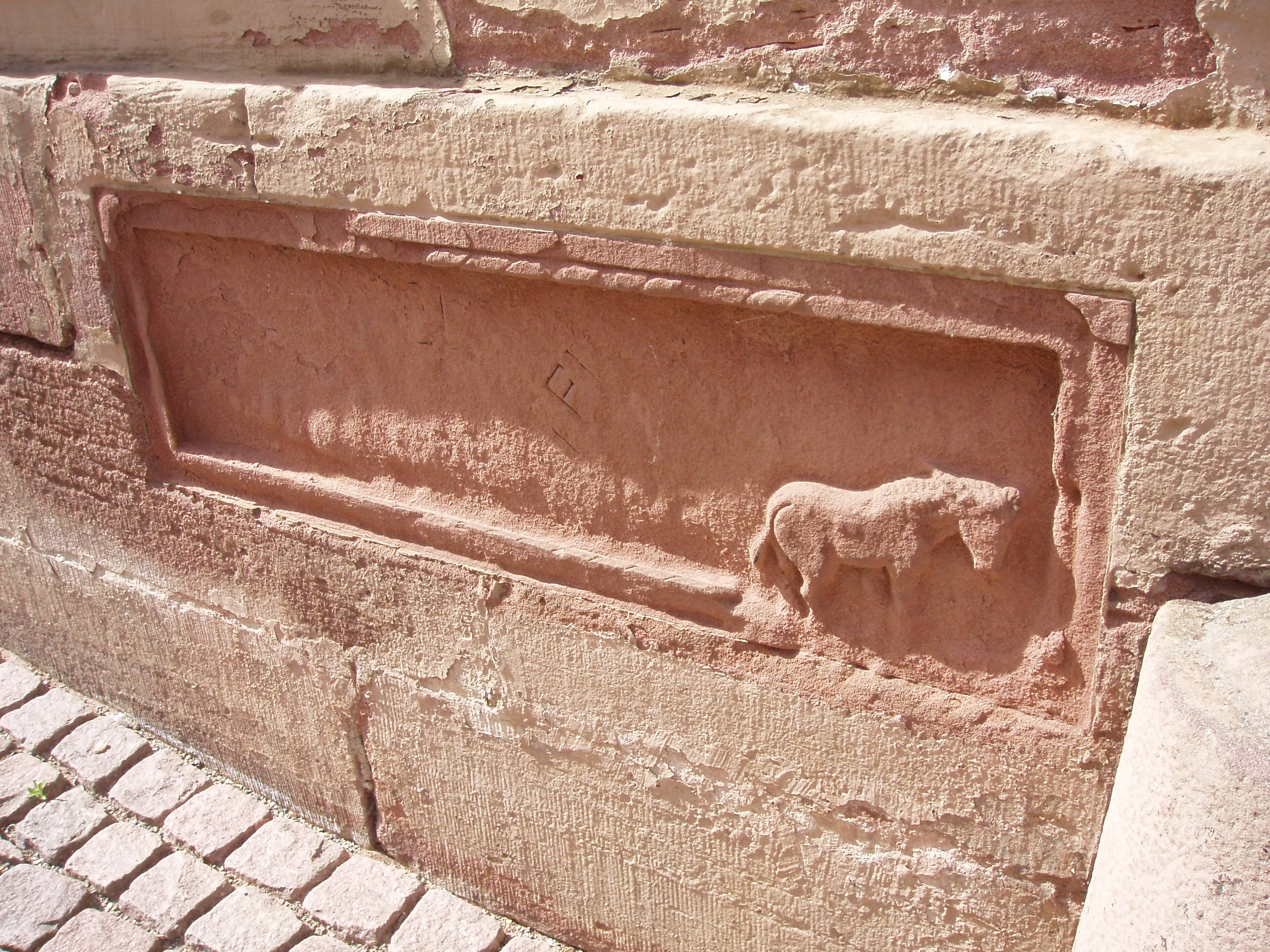
Eselsrelief am Haus
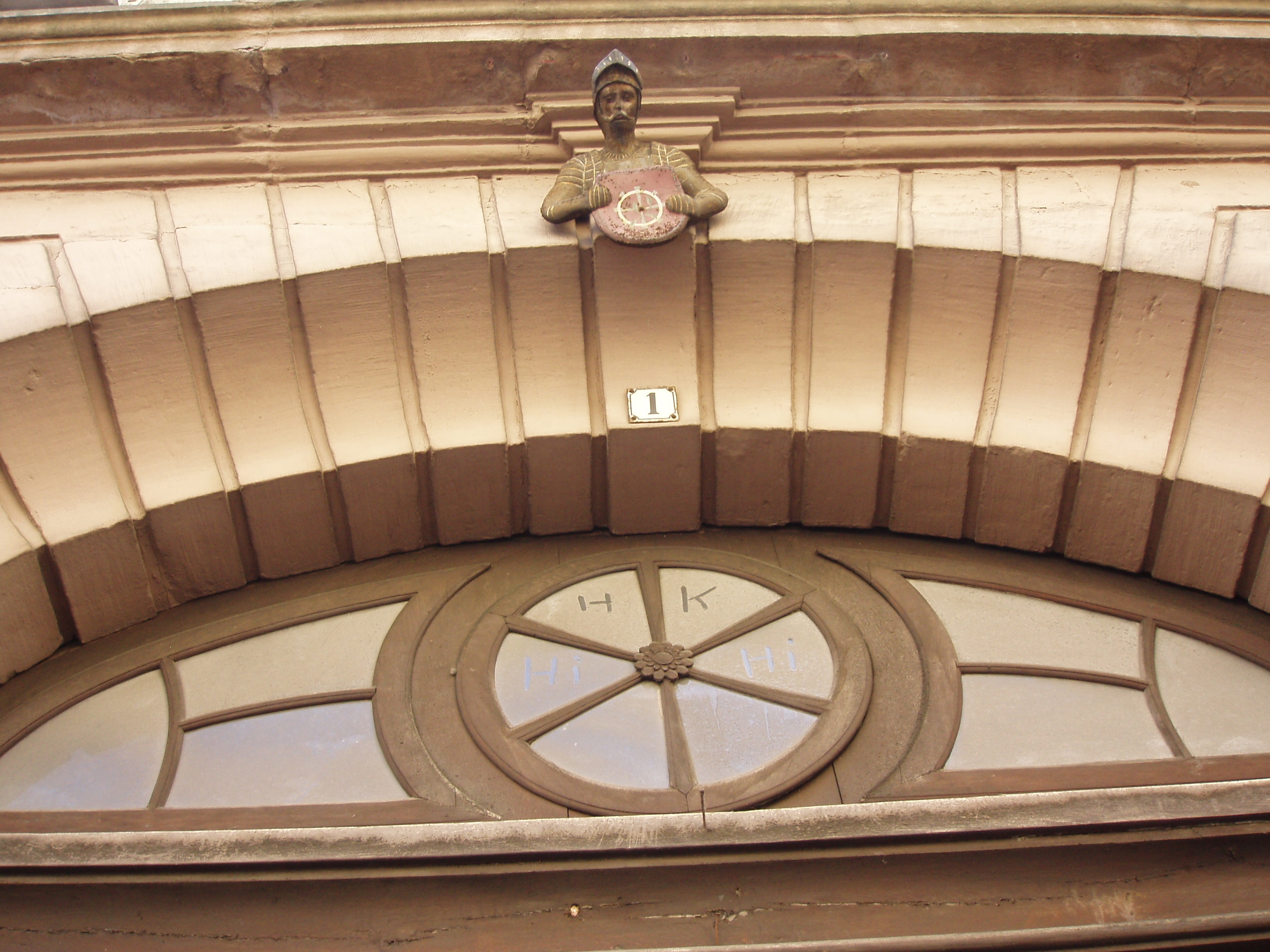
Türsturz
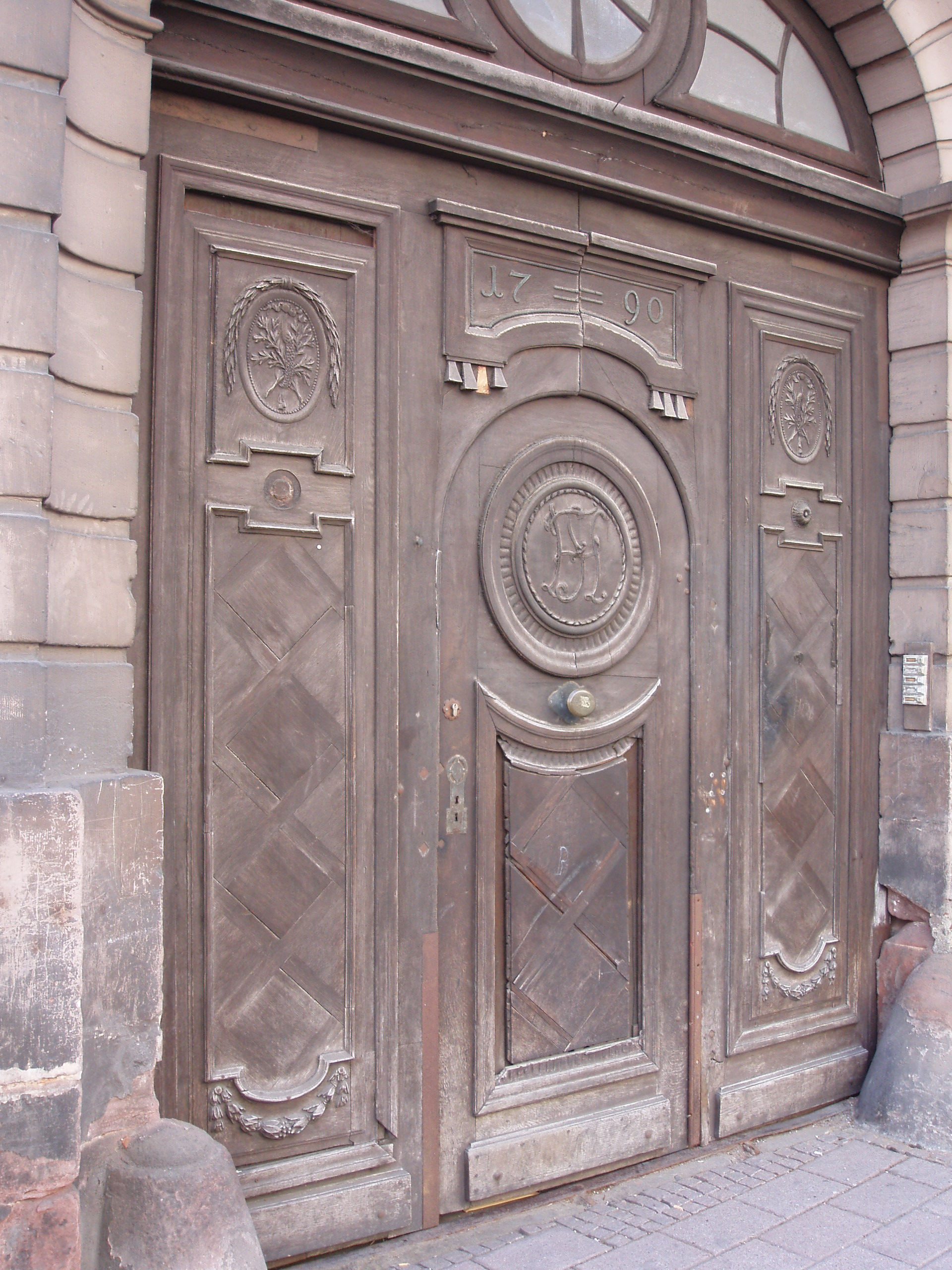
Portal zur Bischofstraße
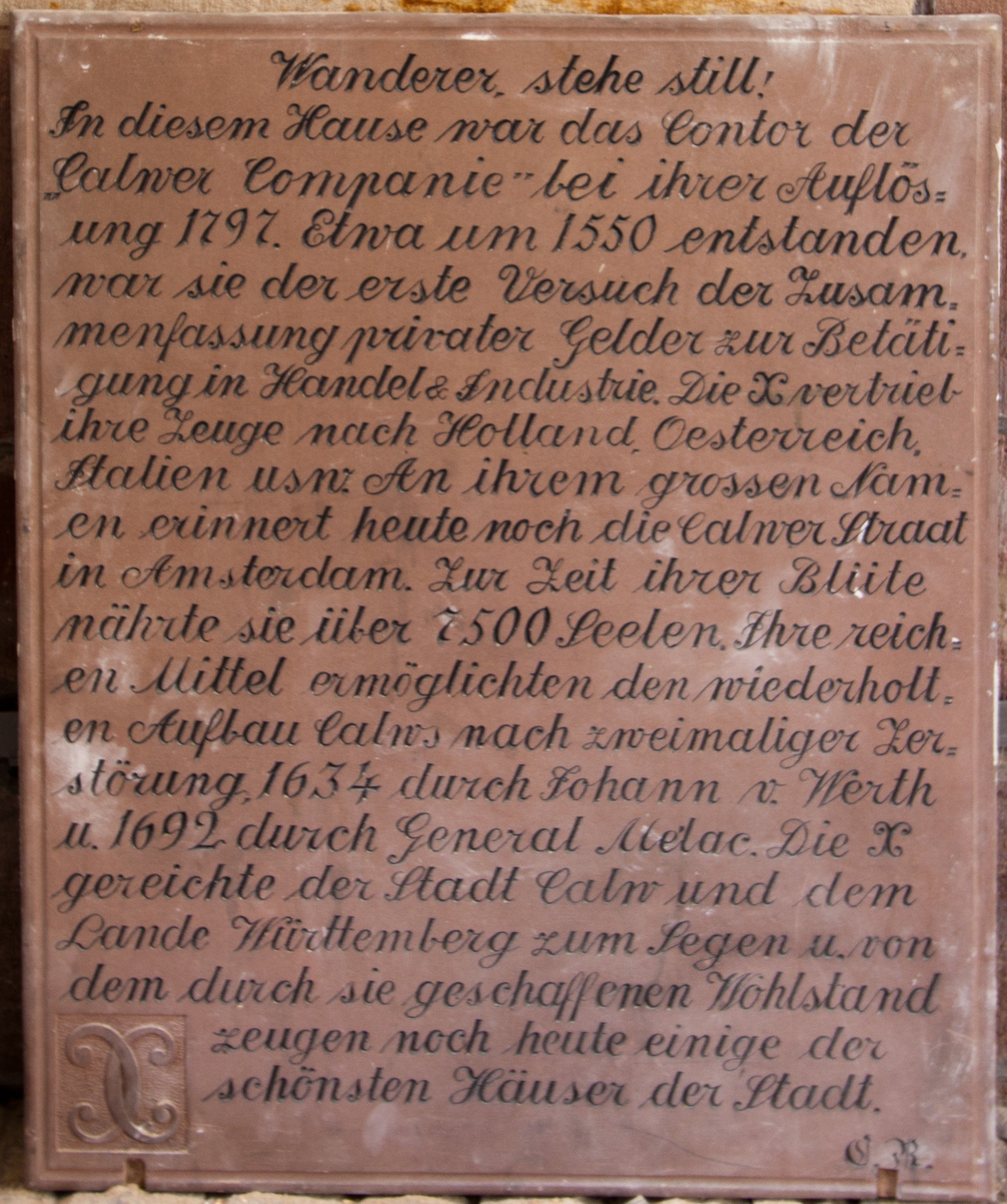
Die Sandsteintafel
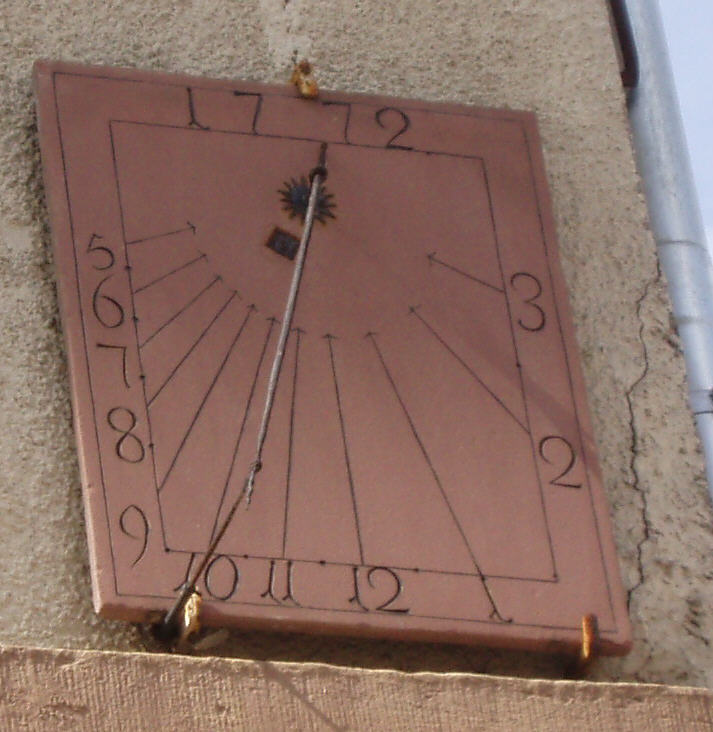
Die Sonnenuhr
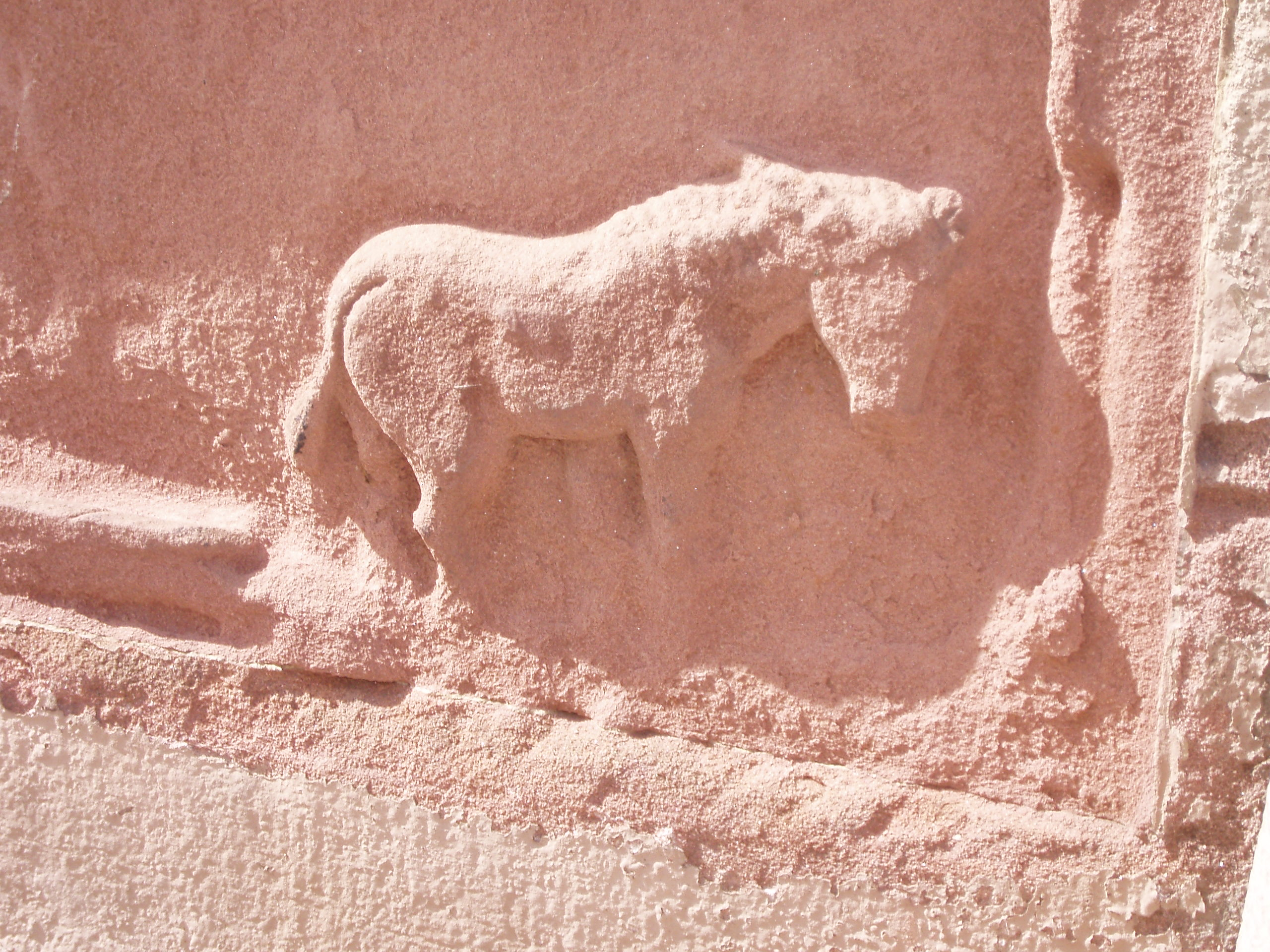
Detail des Eselsreliefs

## Bilder nach der Renovierung

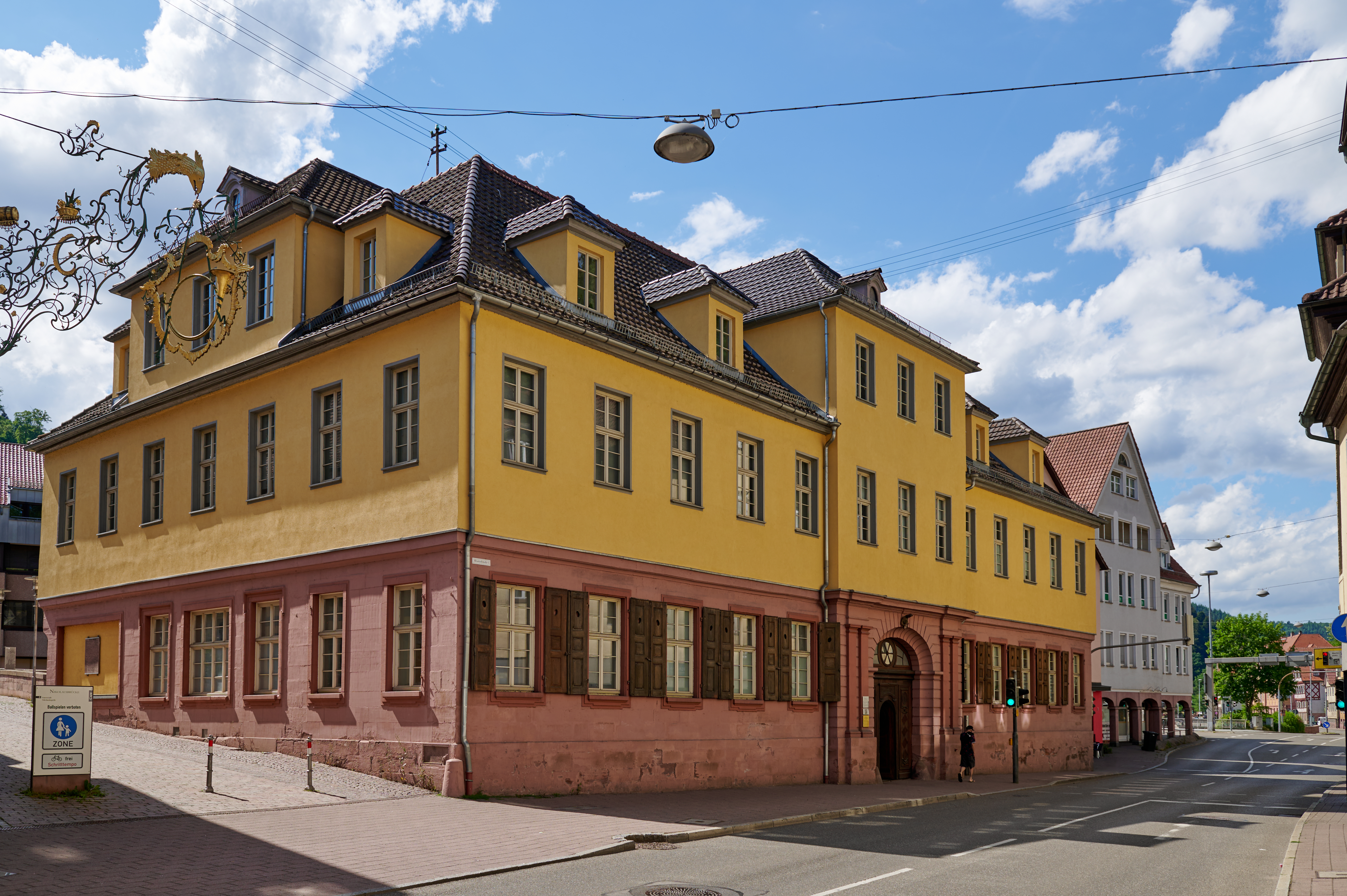
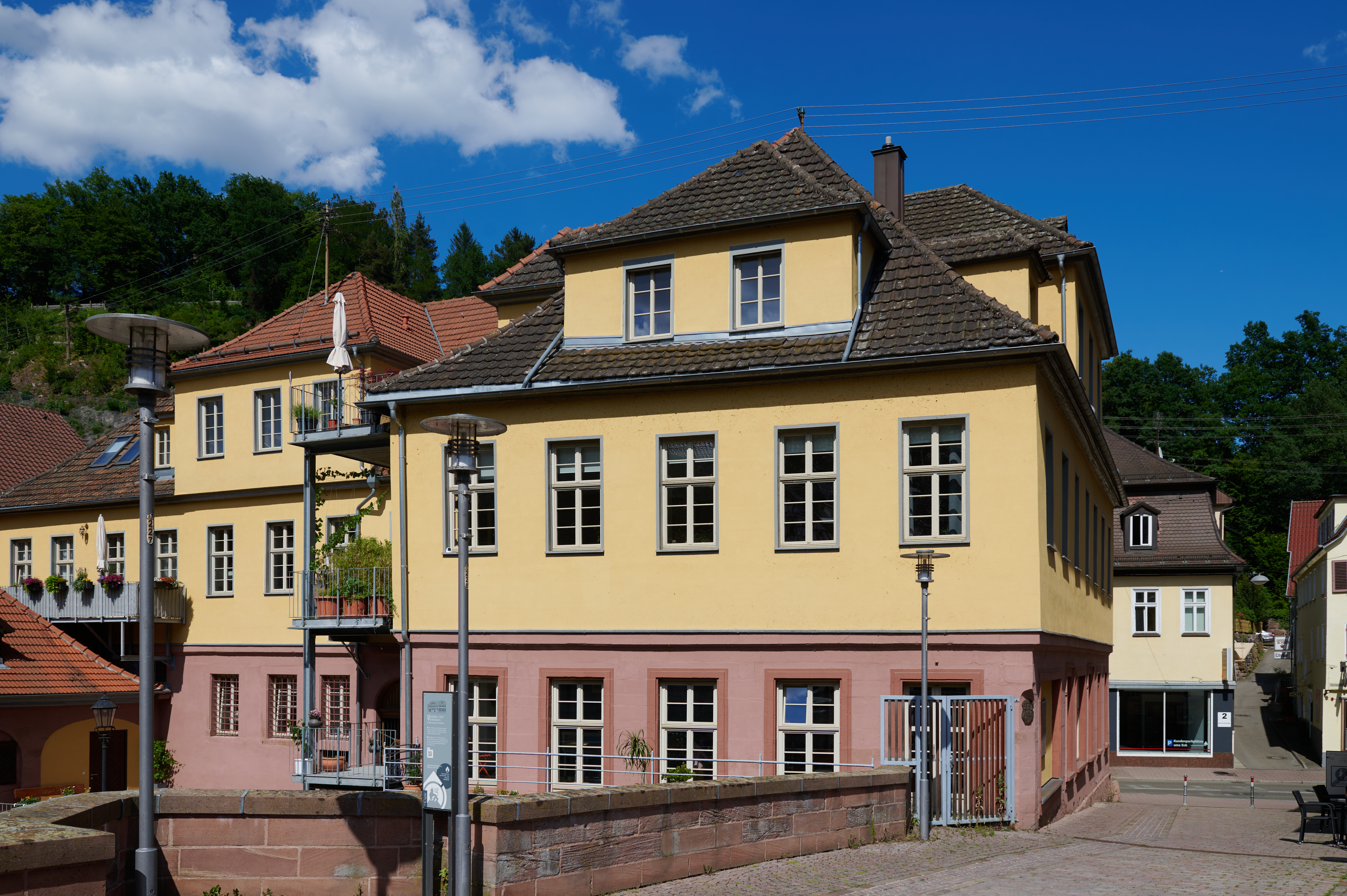
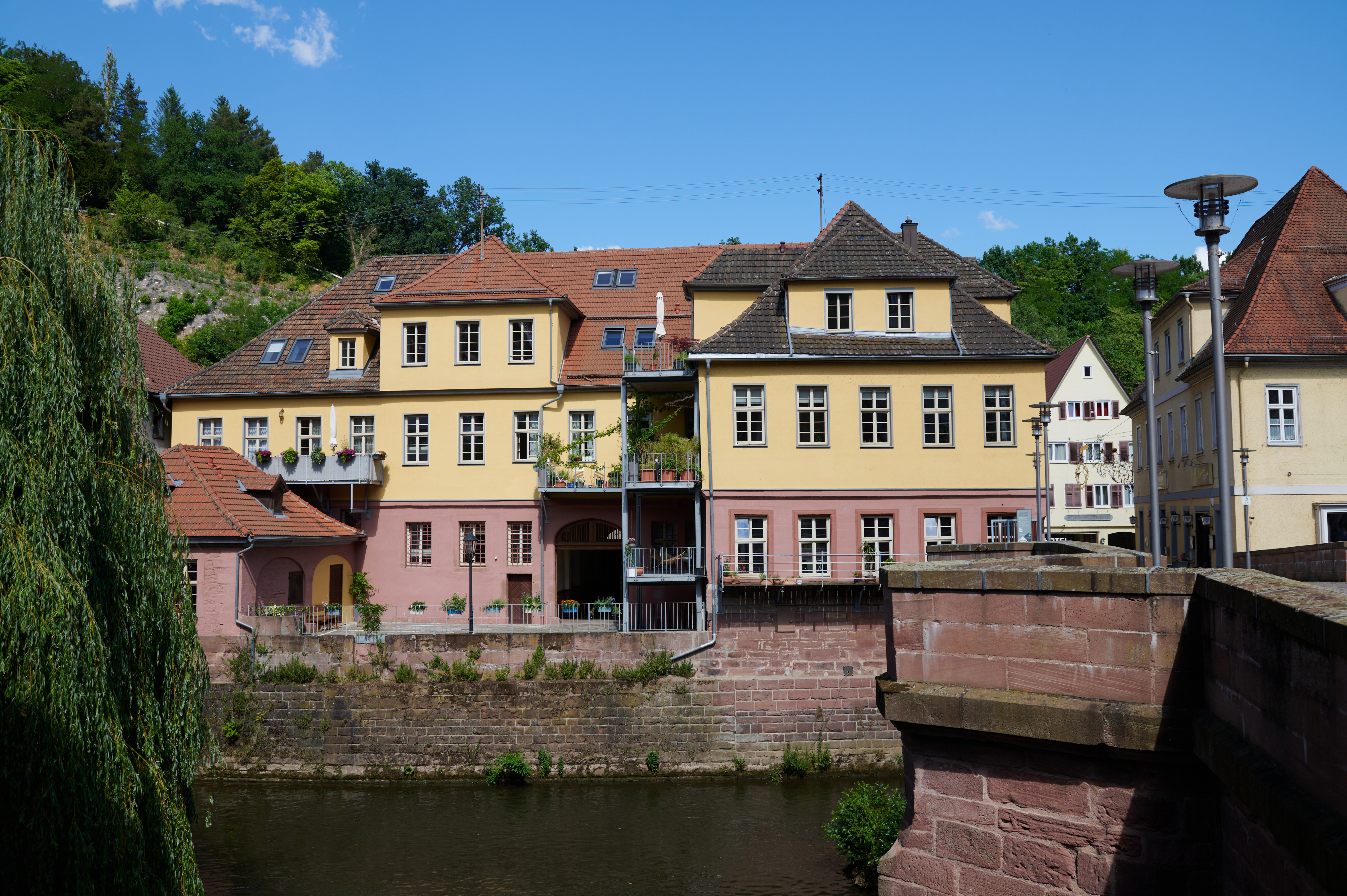
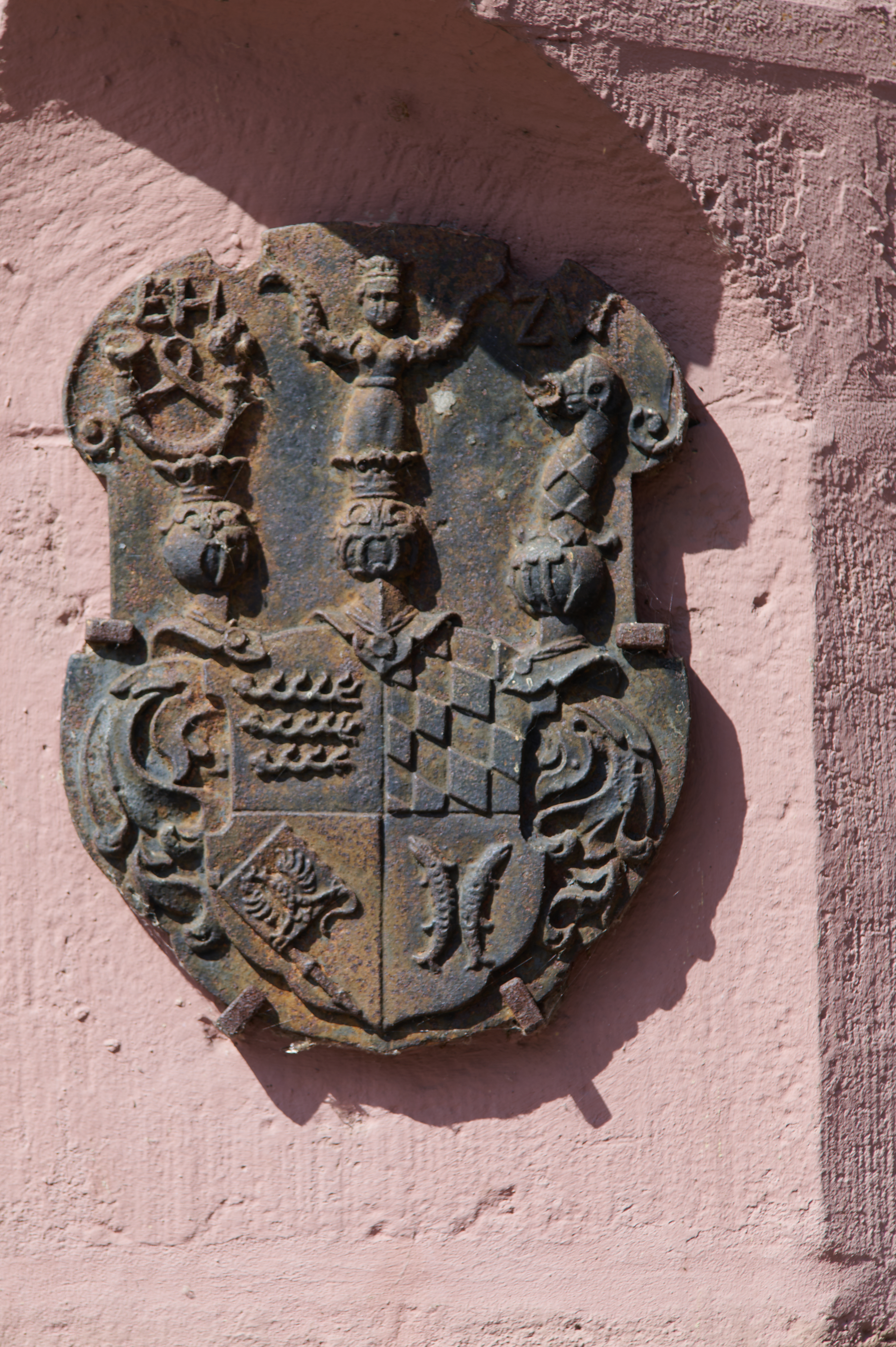